# Sport Comércio e Salgueiros (nogomet)
Sport Comércio e Salgueiros je portugalski nogometni klub, koji je dijelom istoimenog športskog društva. Trenutno igra u 2. (zapravo trećoj) portugalskoj ligi, Segunda Divisao Liga B Nord (II Divisão B - Norte).
Osnovan je 11. prosinca 1911. Sjedište mu je u Paranhosu, u Oportu.
Nakon sezone 2001/02. u SuperLigi, nogometni klub je u športskom padu.

## Vanjske poveznice
- Službene stranice na portugalskom  Arhivirana inačica izvorne stranice od 17. srpnja 2012. (Wayback Machine)
- Official Salgueiros' webpage - English  Arhivirana inačica izvorne stranice od 4. studenoga 2005. (Wayback Machine)
- Salgueiros' handball webpage  Arhivirana inačica izvorne stranice od 20. veljače 2007. (Wayback Machine)
- Alma Salgueirista's webpage  Arhivirana inačica izvorne stranice od 17. svibnja 2006. (Wayback Machine)